# ليروي فليتشر بروتي
ليروي فليتشر بروتي (بالإنجليزية: L. Fletcher Prouty)‏ (24 يناير 1917 - 5 يونيو 2001) شغل منصب رئيس العمليات الخاصة لرؤساء الأركان المشتركة في عهد الرئيس جون كينيدي. وهو عقيد سابق في سلاح الجو الأمريكي، تقاعد من الخدمة العسكرية ليصبح مديراً تنفيذياً لمصرف. أصبح فيما بعد ناقداً للسياسة الخارجية للولايات المتحدة، وخاصةً للأنشطة السرية لوكالة الاستخبارات المركزية (CIA) التي كان مطلعاً بشكل كبير عليها. كان بروتي مصدر إلهام للشخصية "Mr. X" في فيلم JFK لأوليفر ستون.

## التعليم
ولد بروتي في سبرينغفيلد ماساتشوستس في 24 يناير عام 1917. حصل على درجة البكالوريوس في عام 1941 من جامعة ماساتشوستس أمهيرست (التي كانت تعرف آنذاك باسم كلية ولاية ماساتشوستس). تخرج بروتي من كلية الدراسات المصرفية بجامعة ويسكونسن ماديسون.

## الحرب العالمية الثانية
خدم بروتي بصفته ملازماً ثانياً احتياطياً في سلاح الفرسان في 9 يونيو 1941 وبدأ مسيرته العسكرية في الفرقة الرابعة المدرعة في معسكر باين في نيويورك. ترقّى إلى ملازم أول في 1 فبراير عام 1942. وانتقل إلى القوات الجوية لجيش الولايات المتحدة في 10 نوفمبر من نفس العام، وأصبح طياراً في نفس الشهر. وصل إلى غرب أفريقيا البريطانية في فبراير عام 1943 بصفة طيارًا في قيادة النقل الجوي.
في صيف عام 1943 كان الطيار الشخصي للجنرال عمر برادلي والجنرال جون سي إتش لي والجنرال سي آر سميث (مؤسس ورئيس شركة الخطوط الجوية الأمريكية) وآخرين غيرهم. قاد فريق المسح الجيولوجي الأمريكي في المملكة العربية السعودية في أكتوبر عام 1943 لتأكيد اكتشاف النفط استعداداً لمؤتمر القاهرة. من ثم كُلف بواجبات خاصة في مؤتمر القاهرة ومؤتمر طهران في نوفمبر – ديسمبر في عام 1943. وقد قاد طائرة وفد تشيانغ كاي شيك الصيني (مندوبو T. V. Soong) إلى طهران.
كانت المهمة الهامة التي شارك فيها هي إخلاء قوات الكوماندوس البريطانية المشاركة في معركة ليروس المشهورة في رواية أسلحة نافارون، حيث نقلهم من جزيرة ليروس إلى فلسطين. ترقى إلى نقيب في 1 فبراير عام 1944. وفي عام 1945 نُقل إلى جنوب غرب المحيط الهادئ وتوجه إلى جزيرة ليتي في غينيا الجديدة وكان في أوكيناوا في نهاية الحرب. وقد هبط بالقرب من طوكيو وقت الاستسلام على متن أول ثلاث طائرات تحمل قوات الحرس الشخصي للجنرال دوغلاس ماك آرثر. ونقل أسرى الحرب الأمريكيين.

## سنوات ما بعد الحرب
بين عامي 1946 و1949 عُيّن بروتي من قبل الجيش الأمريكي في جامعة ييل حيث قام بالتدريس أيضاً، لبدء أول برنامج تدريب لضباط الاحتياط في سلاح الجو الأمريكي. بين عامي 1950 و1952 انتقل إلى كولورادو سبرينغز لإنشاء قيادة الدفاع الجوي. ومن عام 1952 إلى عام 1954 تعين في مهام الحرب الكورية في اليابان حيث شغل منصب المدير العسكري لمطار طوكيو الدولي (هانيدا) خلال الاحتلال الأمريكي. كما عُيّن لتنسيق العمليات بين سلاح الجو الأمريكي ووكالة المخابرات الأمريكية في عام 1955. كُرم نتيجة عمله هنا وحصل على وسام الاستحقاق من سلاح الجو الأمريكي، ورُقيّ إلى رتبة عقيد من ثم عُيّن في مكتب وزير الدفاع.
مع إنشاء وكالة استخبارات الدفاع DIA من قبل الوزير روبرت ماكنمارا وإنهاء OSO، نقل بروتي إلى مكتب رؤساء الأركان المشتركة لإنشاء مكتب مماثل في جميع أنحاء العالم. وخدم كرئيس العمليات الخاصة مع هيئة الأركان المشتركة طوال عامي 1962 و1963. تلقى أوامر بالسفر بصفة ضابط مرافقة عسكرية لمجموعة من الشخصيات المهمة التي كانت تُنقل جواً إلى القطب الجنوبي في فترة ما بين 10 إلى 28 نوفمبر عام 1963 لتفعيل محطة للطاقة النووية لتحلية المياه بالحرارة والضوء ومياه البحر في قاعدة البحرية الأمريكية في مكموردو ساوند أنتاركتيكا.
تقاعد العقيد في سلاح الجو الأمريكي في عام 1964، وحصل على واحدة من أول ثلاث ميداليات لتحية الخدمة المشتركة من قبل الجنرال ماكسويل دي تايلور رئيس هيئة الأركان المشتركة.

## بعد التقاعد
كان مديراً أول للشؤون العامة لشركة أمتراك خلال السبعينيات، من ثم مديراً للمؤسسة والمتحف الوطني للسكك الحديدية. ألف بروتي كتباً من بينها «الفريق السري: السي أي إيه وحلفاؤها في السيطرة على الولايات المتحدة والعالم»، وكتاب «جي إف كي: السي أي إيه، فيتنام، وتدبير اغتيال جون إف كينيدي»، وله العديد من المقالات حول السكك الحديدية بما في ذلك مقالات عن هندسة السكك الحديدية وتكنولوجيا السكك الحديدية الأجنبية لموسوعات ماكغرو هيل.
عمل بروتي مستشاراً تقنياً لفيلم أوليفر ستون "JFK" عام 1991. كان مصدر إلهام لـ "X" الغامض (الذي لعبه دونالد ساذرلاند) الذي ساعد جيم غاريسون في الفيلم.
توفي العقيد بروتي في 5 حزيران عام 2001 في مستشفى الإسكندرية في الإسكندرية ولاية فرجينيا. أقيمت جنازته في اليوم التالي في كنيسة فورت ماير. ودفن في مقبرة أرلينغتون الوطنية.

## ادعاءات مثيرة للجدل
بصفته ناقداً لوكالة المخابرات المركزية، أشار بروتي إلى نفوذها في الشؤون العالمية خارج نطاق رقابة الكونغرس والحكومة. تتحدث أعماله بالتفصيل عن تشكيل وتطور وكالة المخابرات المركزية وأصول الحرب الباردة، وحادثة يو -2 وحرب فيتنام واغتيال جون إف كينيدي. كما كتب بروتي أنه يعتقد أن اغتيال كينيدي كان بمثابة انقلاب، وأن هناك «نخبة عالمية سرية صاحبة نفوذ» تعمل سراً لحماية مصالحها وبقيامها بذلك فهي تهدم الديمقراطية في جميع أنحاء العالم.

## ألكسندر باترفيلد
في 12 تموز عام 1975 وقبل استجواب مغلق من قبل موظفي لجنة الاستخبارات بمجلس النواب، أخبر بروتي المراسلين أن ألكسندر باترفيلد كان مخبراً  لصالح وكالة الاستخبارات المركزية في البيت الأبيض. قال إنه عرف المعلومات قبل أربع سنوات من أي هوارد هانت أثناء قيامه بالعمل في الرابطة الوطنية للأسر. كما قال بروتي إن معظم إدارات الحكومة الفيدرالية بما في ذلك دائرة الإيرادات الداخلية ووزارة الخزانة كانت لها اتصالات مماثلة بوكالة الاستخبارات المركزية، وقد افترض معرفة الرئيس السابق ريتشارد نيكسون بدور باترفيلد. قال السيناتور فرانك تشيرش إن لجنة مجلس الشيوخ المختارة لدراسة العمليات الحكومية فيما يتعلق بالأنشطة الاستخباراتية لم تجد أي دليل على أن وكالة المخابرات المركزية الأمريكية زرعت عميلًا سرياً داخل البيت الأبيض أو أي وكالات حكومية أخرى.
بعد عدة أيام تراجع بروتي عن تعليقاته بشكل جزئي في مقابلة عبر الهاتف: «ربما أخبروني بالاسم الخطأ من أجل إخفاء المخبر الحقيقي». في اتصال هاتفي مع UPI في نفس اليوم قال باترفيلد عن هذه الادعاءات إنها «كاذبة وتشهيرية تماماً»، وذكر أنه لم يسبق له لقاء هانت أو رؤيته وسمع مؤخراً بـ بروتي. أما هانت وفي مقابلة مع CBS News من قاعدة إيغلين الجوية حيث كان يقضي عقوبة بالسجن بسبب تورطه في فضيحة ووترغيت نفى هذا الادعاء ووصفه بأنه «اختراع مؤسف من جانب السيد بروتي»، لكن صرّح بروتي مجدداً أن هانت هو الذي أخبره عن باترفيلد.
في 19 تموز قال تشيرش إن لجنته وجدت أنه «لا توجد أي ذرة من الأدلة» لدعم مزاعم بروتي، وأن لجنته استبعدت احتمال أن يكون باترفيلد قد عمل ضابط اتصال لصالح وكالة الاستخبارات المركزية. كما صرح تشيرش أيضاً بأنه «عند الاستجواب عن قرب، لا يستطيع السيد بروتي إثبات بيانه السابق ويعترف بأن هذا هو الحال».

### اغتيال كينيدي
وفقاً لبروتي فقد تآمر أشخاص من داخل الدوائر الاستخباراتية والعسكرية في حكومة الولايات المتحدة لاغتيال كينيدي. وأكد أن تصرفاتهم كانت بمثابة انقلاب لمنع الرئيس من السيطرة على وكالة المخابرات المركزية بعد غزو خليج الخنازير. صرح بروتي بأن عملية الاغتيال قد تم تنسيقها من قبل إدوارد لانسديل («الجنرال Y» في فيلم أوليفر ستون JFK) وأن لانسديل ظهر في صور «الصعاليك الثلاثة».
في عام 1975 ظهر بروتي مع ريتشارد سبراج في مؤتمر صحفي في نيويورك لتقديم ما يعتقد أنه دليل صور على وجود مؤامرة. يظن بروتي أن حركة كينيدي بعد أن أصابت رصاصة رأسه كانت متسقة مع تسديدة من الربوة العشبية. كما اقترح أيضاً أن تصرفات الرجل ذي المظلة «رجل المظلة» كانت مشبوهة.

## روابط خارجية
- ليروي فليتشر بروتي على موقع IMDb (الإنجليزية)
- ليروي فليتشر بروتي على موقع إن إن دي بي (الإنجليزية)